# Trócsányi Zoltán (nyelvész)
Trócsányi Zoltán (Sárospatak, 1886. december 25. – Budapest, 1971. február 17.) magyar nyelvész, irodalom- és könyvtörténész, műfordító, könyvtáros, a nyelvtudományok kandidátusa (1957). Trócsányi Dezső és Trócsányi György testvére. Írt elbeszéléseket Gilárty Zoltán, Zoltán deák, Erdő Gábor, Hosszú Gáspár és Csányi Zsolt álnéven. 

## Életpályája
Budapesten végezte el a tudományegyetemet mint  Eötvös-kollégista. 1908 és 1913 között az Akadémiai Könyvtár tisztviselőjeként, 1921-ig az MTA főtitkári hivatalának igazgatójaként dolgozott. 1921-től újságíró és Király Györggyel együtt ő volt a Kétnyelvű Klasszikus Könyvtár szerkesztője. 1925 és 1928 között az általa alapított Magyarság Könyvterjesztő Vállalat igazgatója volt. 1928–1933 között az Új Barázda című napilap főszerkesztője volt. 1935-től az OSZK főkönyvtárnoka volt; szerkesztette a Magyar Könyvszemlét. 1939-ben kinevezték a magyar könyvtörténet nyilvános rendkívüli tanárává. 1939-től a budapesti egyetem orosz nyelvi és irodalmi tanszékén előbb megbízott előadóként, majd 1943-tól nyugalmazott rendkívüli tanárként, végül 1946-tól 1950-ben történt nyugdíjazásáig nyilvános rendes tanárként tanított.
Életének az utolsó két évtizedét majdnem teljes visszavonultságban töltötte.

## Társadalmi szerepvállalása

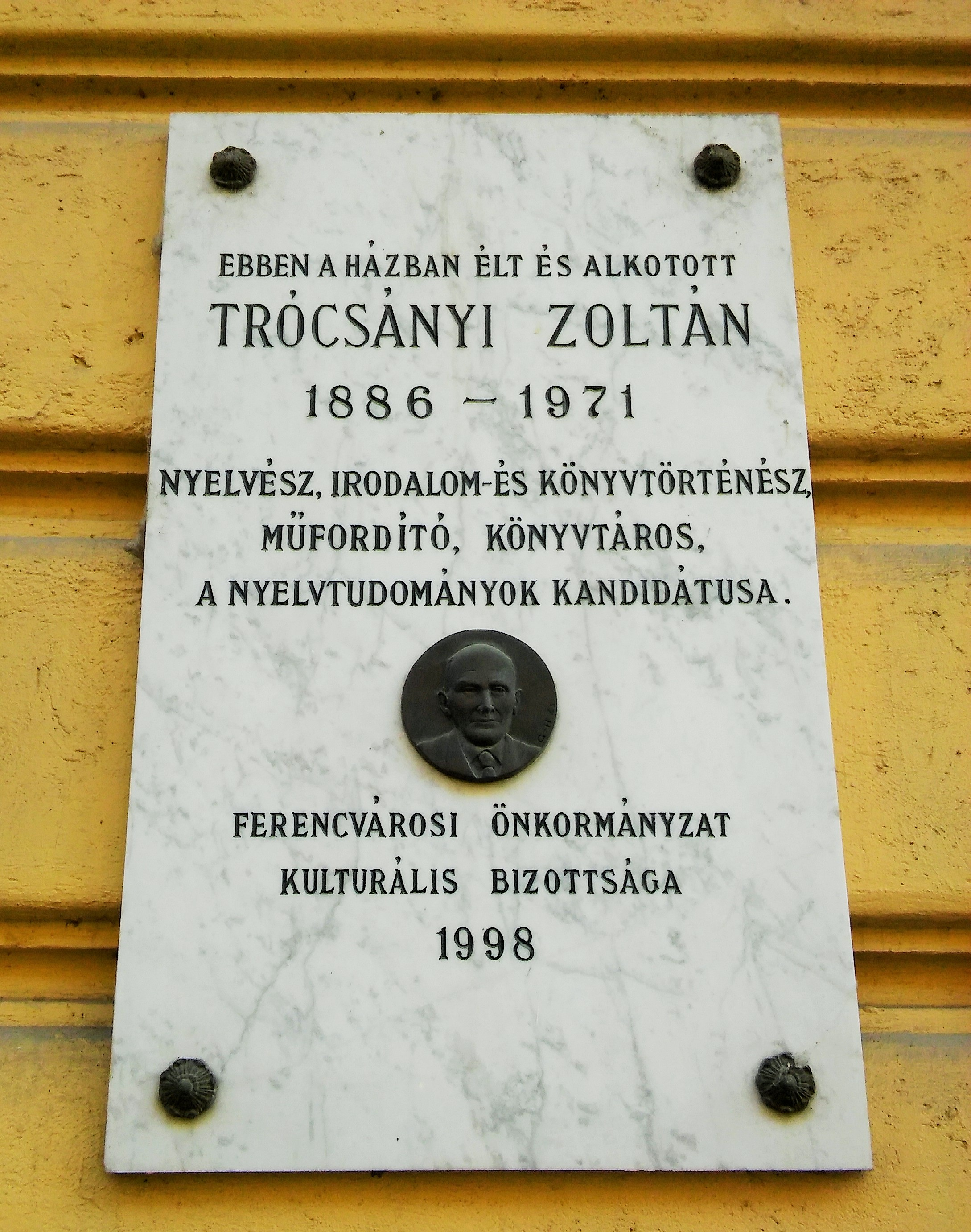
Trócsányi Zoltán emléktáblája, 1092 Budapest, Kinizsi u. 35.

A Magyar Nyelvtudományi Társaság tagja, 1914-ben pénztárosa is volt.

## Művei
„Sokat foglalkozott a rokon népekkel, könyvet írt a szibériai tundrák nomádjairól (Észak nomádjai, Budapest, 1934), rendszeresen ismertette a finn irodalmat. Finnországi levelek címmel összegyűjtötte és magyarra fordította a finn tudósoknak magyar barátaikhoz írt leveleit. Mint művelődéstörténész gyűjtött és kiadott a m. történelemmel kapcsolatos érdekességeket, színes képeket, furcsaságokat: Magyar régiségek és furcsaságok (I–VI., Budapest, 1924–28), Magyar falu (Budapest, 1933). Számos ilyen tárgyú cikke jelent meg a napilapokban, folyóiratokban, és előadása hangzott el a rádióban.” Szerkesztett egy Dosztojevszkij- és egy Merezskovszkij-breviáriumot, valamint összeállított két antológiát, az egyiket régi magyar, a másikat orosz íróktól. Legismertebb elbeszélése az archaizáló nyelvű Az ördög meg a lánya (Budapest, 1921).
- A XVI. századbeli nyomtatványok e-jelölései; Franklin Ny., Budapest, 1908
- Vogul szójegyzék (Budapest, 1910)
- Az ördög meg az leányzó. Igen rejtelmes középkori történet. Régi magyar ponyvákról megmenti vala és az kegyes hívőknek lelki épülésére elmondja Zoltán Deák; utószó György Deák; Genius, Budapest, 1921 (Genius-könyvtár)
- Dosztojevszkij breviárium; Dante, Budapest, 1924
- Magyar régiségek és furcsaságok, 1-5.; Dante, Budapest, 1924–1931
- A magyar irodalom breviáriuma Gyöngyösiig (Budapest, 1925)
- A régi magyar irodalom breviáriuma Gyöngyösi-ig; Voggenreiter, Berlin, 1925
- Merezskovszkij-breviárium. Merezskovszkij élete és művei, 1-2.; Blau Testvérek, Budapest, 1927
- Dosztojevszkij élete és munkái; Dante, Budapest, 1930 k. (Halhatatlan könyvek)
- Régi magyar nyomtatványok nyelve és helyesírása; Akadémia, Budapest, 1935 (A magyar nyelvtudomány kézikönyve)
- A történelem árnyékában; Hungária, Budapest, 1936
- Észak-szibériai rokonaink; Közgyűjtemények Ismeretterjesztő Irodája, Budapest, 1936 (Vetítettképes ismeretterjesztő előadások)
- Észak nomádjai; Athenaeum, Budapest, 1936 (hasonmásban: 2000)
- Régi magyar nyomtatványok meghatározása. Trócsányi Zoltán előadásának vázlata; Diószegi Soksz., Budapest, 1937 (Könyvtári előadások)
- Kirándulás a magyar múltba (Budapest, 1937)
- A XVIII. századi magyar nyomtatványok meghatározása (Budapest, 1938)
- Az orosz irodalom kincsesháza (Budapest, 1947)
- A XVII. és XVIII. század orosz irodalma; Trócsányi Zoltán előadásai nyomán; MEFESz soksz., Budapest, 1949
- Régi világ, furcsa világ. Emlékek, életképek, kuriózumok a magyar múltból; vál., szerk., részben átdolg. Pók Lajos; Bibliotheca, Budapest, 1958
- Impresszum nélküli nyomtatványok és töredékek meghatározása (Budapest, 1959)[6]
- Magyar régiségek és furcsaságok; szerk. Szántó Tibor, utószó Lukácsy Sándor; Minerva–Helikon, Budapest, 1987
- Magyar régiségek és furcsaságok; Laude, Budapest, 1998

Fordított orosz, német, francia és finn nyelvből.

## Díjai, elismerései
- Az MTA Sámuel Körber-díja (1908; egyetemi disszertációjáért)